# Lichtbreking

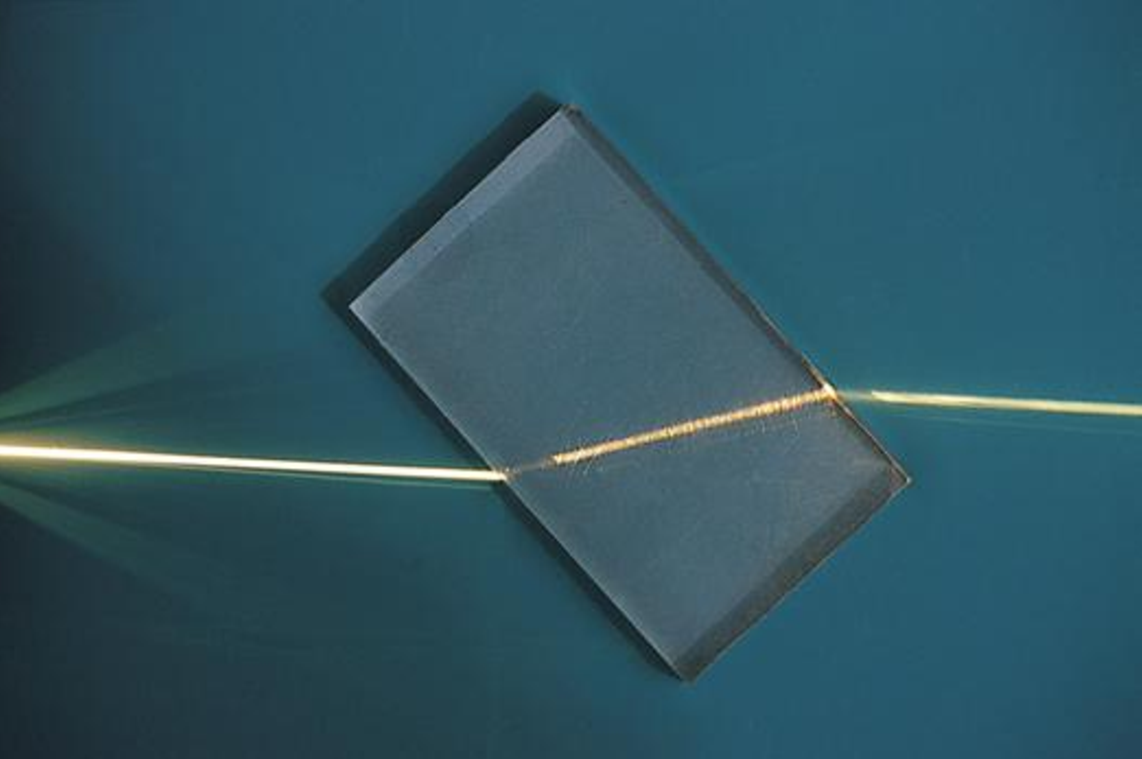
Lichtbreking in een rechthoekig blok.

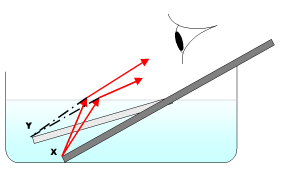
Lichtbreking door water

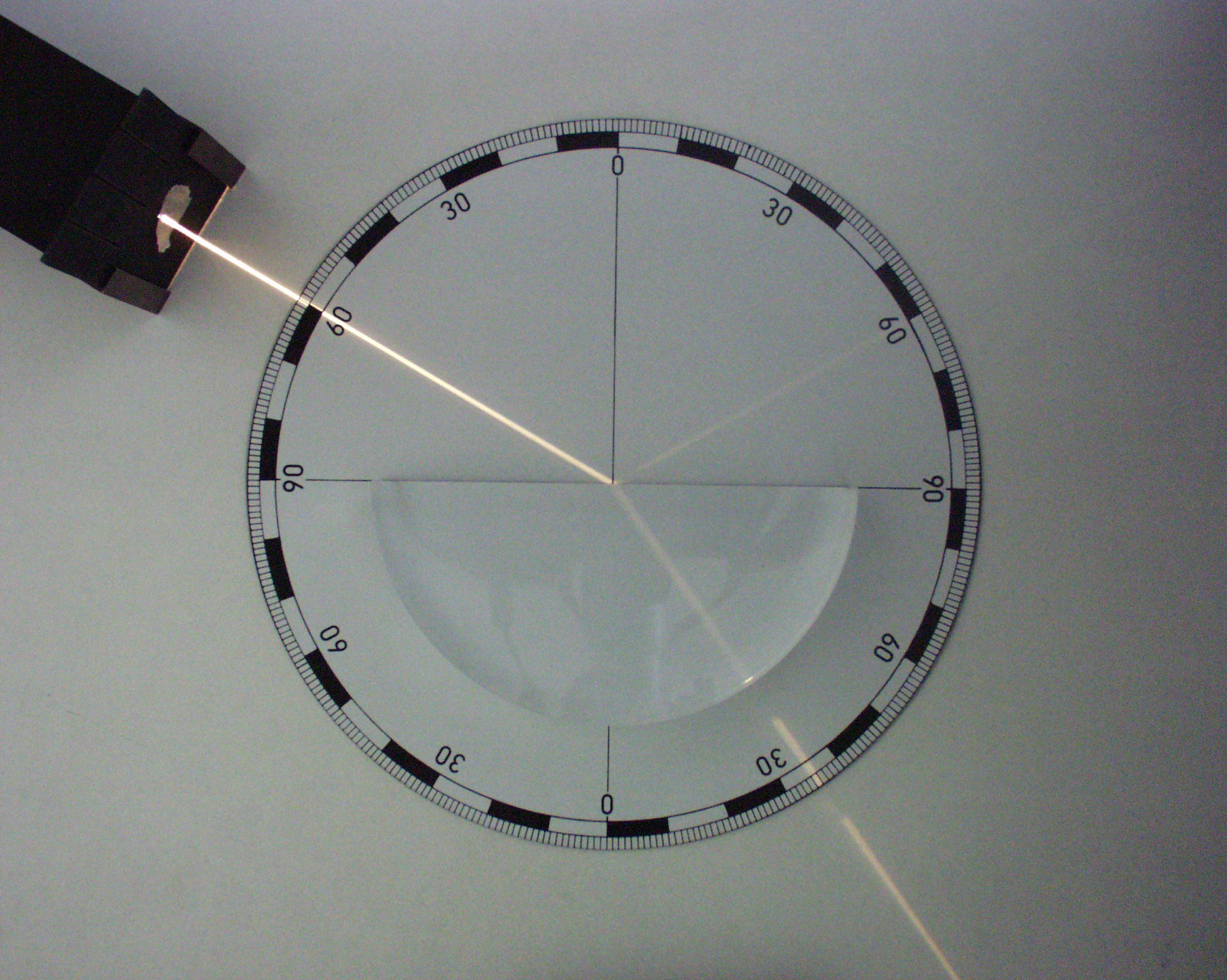
Lichtbreking (θ_{1} = 60°)

Breking van licht of refractie, is het verschijnsel dat lichtstralen van richting veranderen als ze van het ene medium (doorzichtige stof) in het andere terechtkomen.
Het licht breekt, omdat er een verschil is in de dichtheid of doorlaatbaarheid van de twee stoffen, en daarmee in de voortplantingssnelheid van het licht in beide stoffen. Zo betekent een brekingsindex van 1,3 voor water als medium, dat de voortplantingssnelheid in water 30% lager is dan in vacuüm; voor lucht is die, afhankelijk van de luchttemperatuur en de golflengte van het licht, slechts ongeveer 0,3% lager dan in vacuüm. In geen enkel medium is de voortplantingssnelheid van licht groter dan in vacuüm.
De verandering in richting wordt bepaald door de brekingsindex, soms ook optische dichtheid genoemd, van de twee media (hoe groter het verschil in dichtheid, des te groter de breking) en door de invalshoek waaronder de bundel het grensvlak treft (hoe groter de hoek des te groter de breking).
Als een lichtstraal loodrecht invalt op het scheidingsoppervlak van de twee stoffen, loopt hij ongebroken voort.
Als de brekingsindex van het medium continu verandert, bijvoorbeeld doordat de concentratie van een bepaalde stof verandert, vindt er een continue verandering in de voortplantingssnelheid plaats en worden de lichtstralen gekromd. Dit doet zich onder andere voor bij astronomische refractie. De lichtstralen volgen, volgens het principe van Fermat, banen met minimale optische weglengte.

## Wet van Snellius

Wet van Snellius.

Breking wordt beschreven in de Wet van Snellius, die de hoek van inval vanuit medium 1 θ1 en de hoek van breking θ2 in medium 2 zich verhouden als
{\displaystyle {\frac {\sin \theta _{1}}{\sin \theta _{2}}}={\frac {n_{2}}{n_{1}}}}
ofwel
{\displaystyle n_{1}\sin \theta _{1}=n_{2}\sin \theta _{2}}
waarin {\displaystyle n_{1}} en {\displaystyle n_{2}} de brekingsindices zijn in respectievelijk medium 1 en medium 2.

## Breking in lichtkleuren
Voor verschillende golflengtes (dus kleuren) licht is de breking meestal ook verschillend, hierdoor wordt bijvoorbeeld in een prisma een lichtbundel gebroken (opgesplitst) in bundels verschillende kleuren, dus in licht met verschillende frequenties. Dit verschijnsel wordt dispersie of kleurschifting genoemd en is de oorzaak van chromatische aberratie in lenzen.
Een bekend voorbeeld: als het regent terwijl de zon schijnt worden de lichtstralen van de zon gebroken (en intern weerkaatst) door de regendruppels. Als je met de rug naar de zon staat zie je vóór je een regenboog. Hetzelfde fenomeen zorgt voor de vorming van halo's uit ijskristallen.

In anisotrope media treedt dubbele breking op.

Voorbeelden van lichtbreking
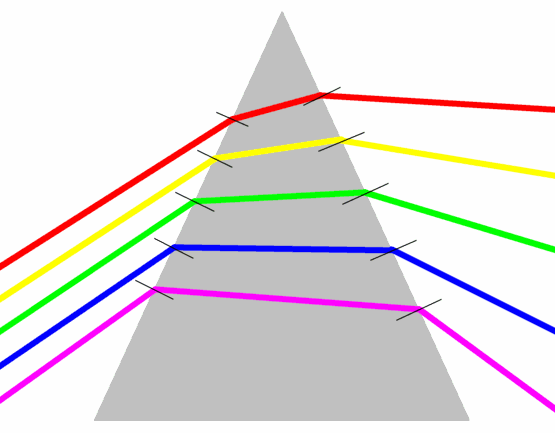
Zichtbaar licht bestaat uit verschillende golflengtes, en dus verschillende waarneembare kleuren, die kunnen worden opgesplitst doordat ze elk breken onder een andere hoek.
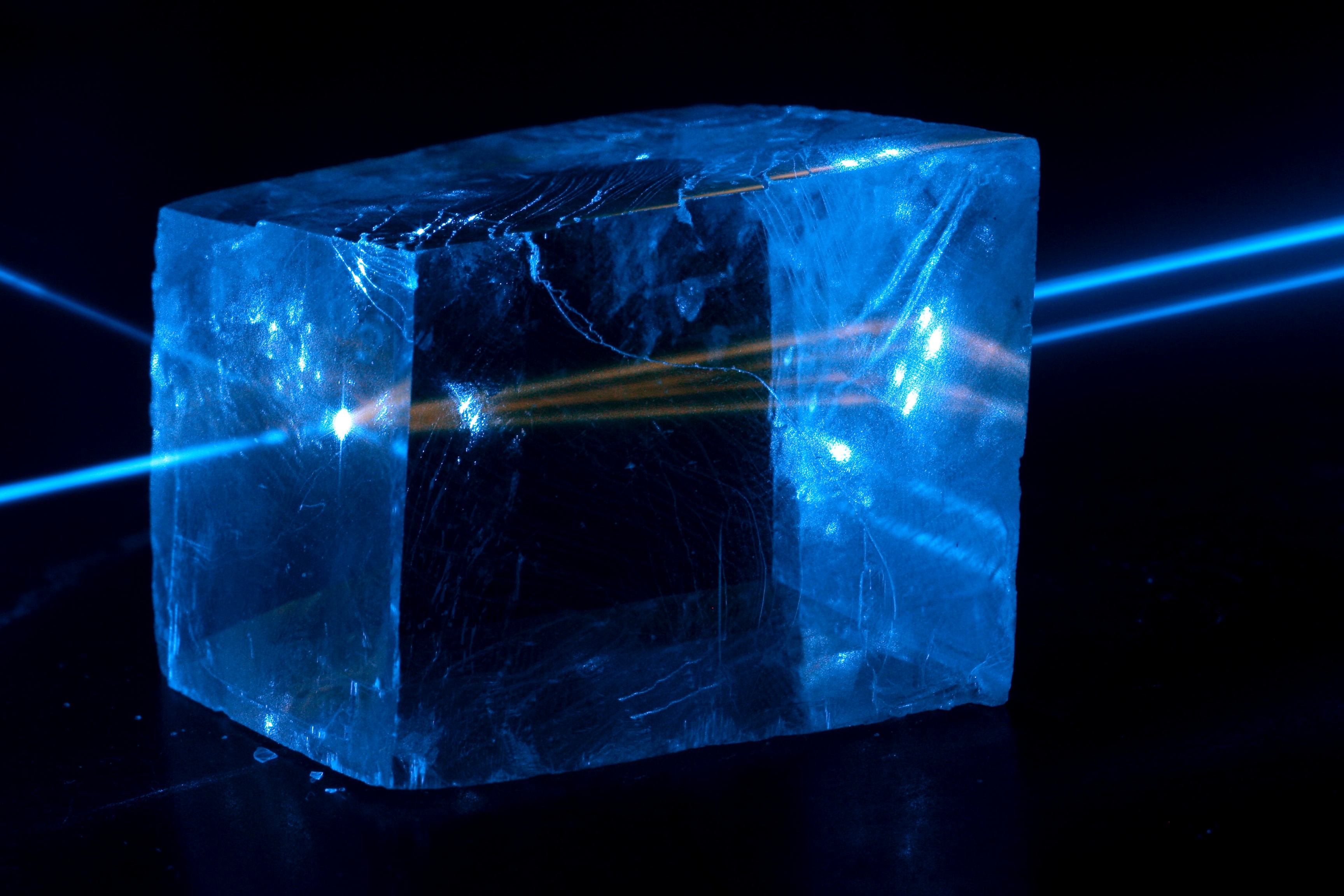
Fluorescentie en dubbele lichtbreking van een 445 nm laserstraal door een calcietkristal.
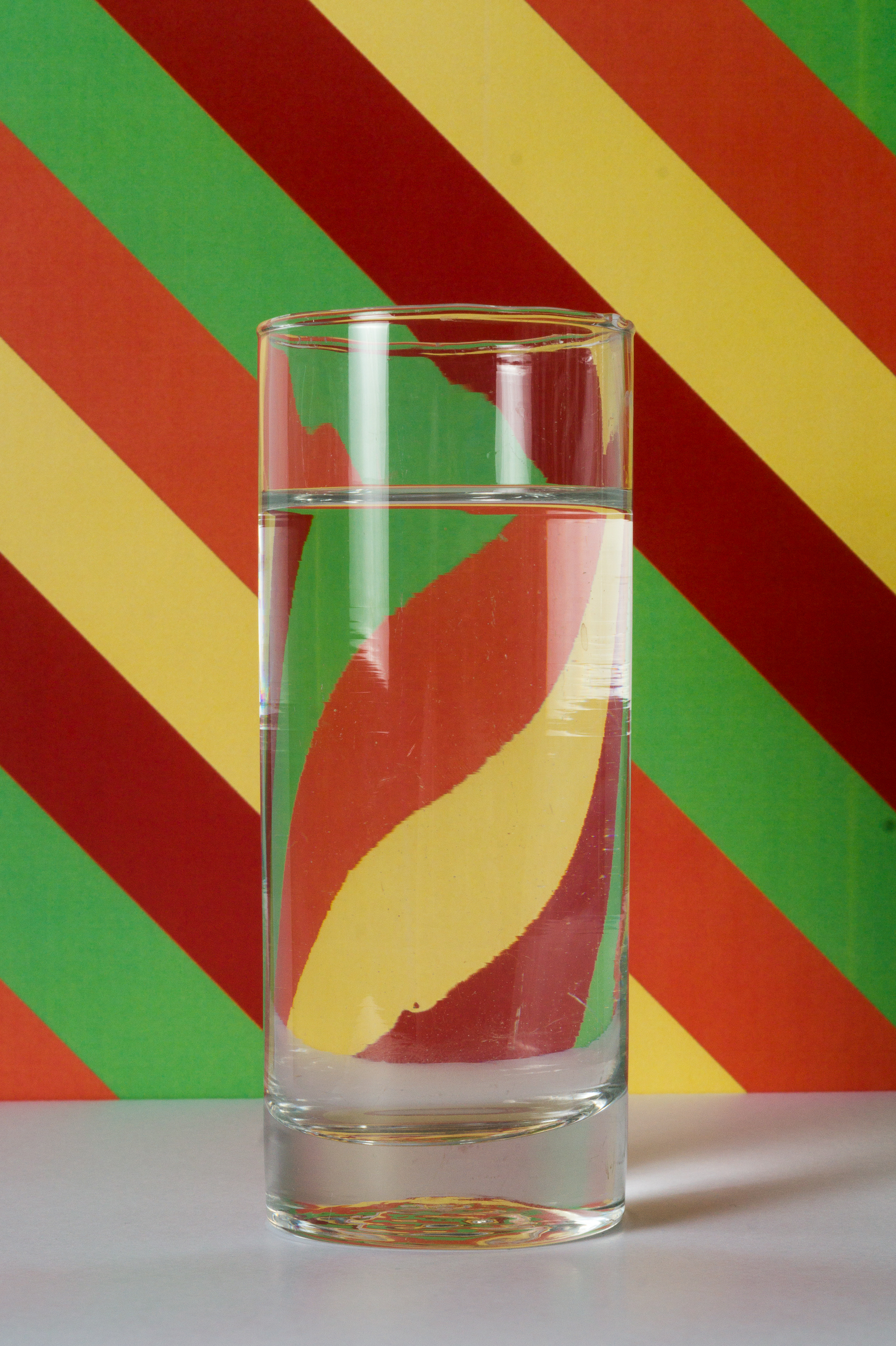
Lichtbreking of refractie spiegelt de afbeelding.
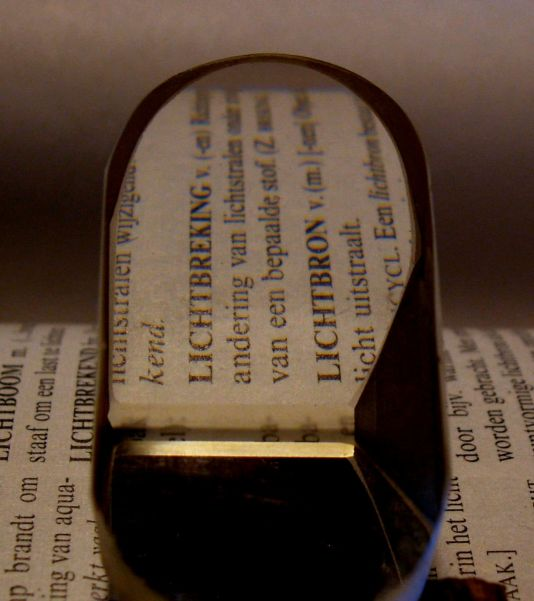
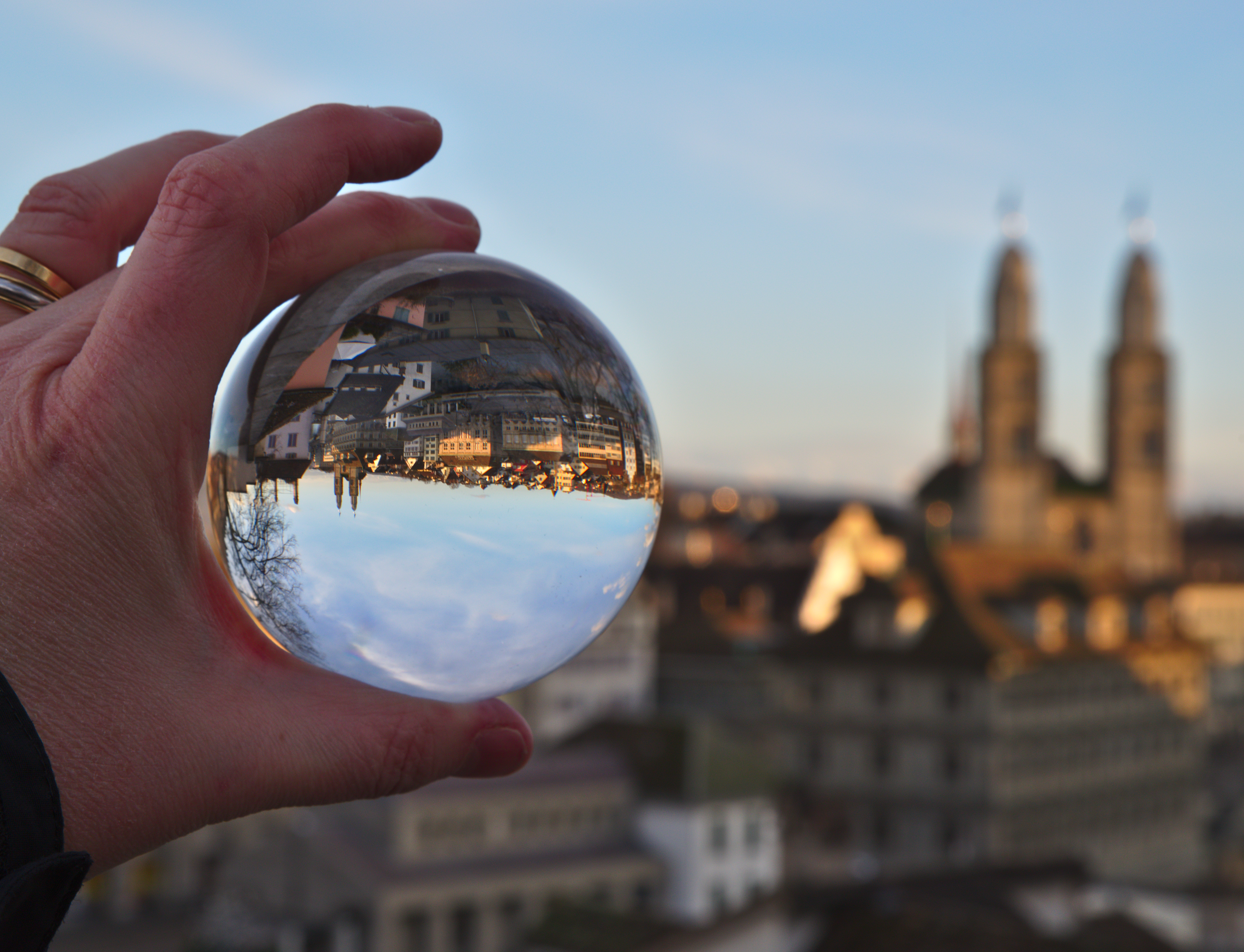
Duidelijke spiegeling door de lichtbreking van een kristallen bol.